# Fisker Latigo CS
Fisker Latigo CS – samochód sportowy klasy wyższej produkowany przez amerykańskie przedsiębiorstwo Fisker Coachbuild w latach 2005–2007.

## Historia i opis modelu

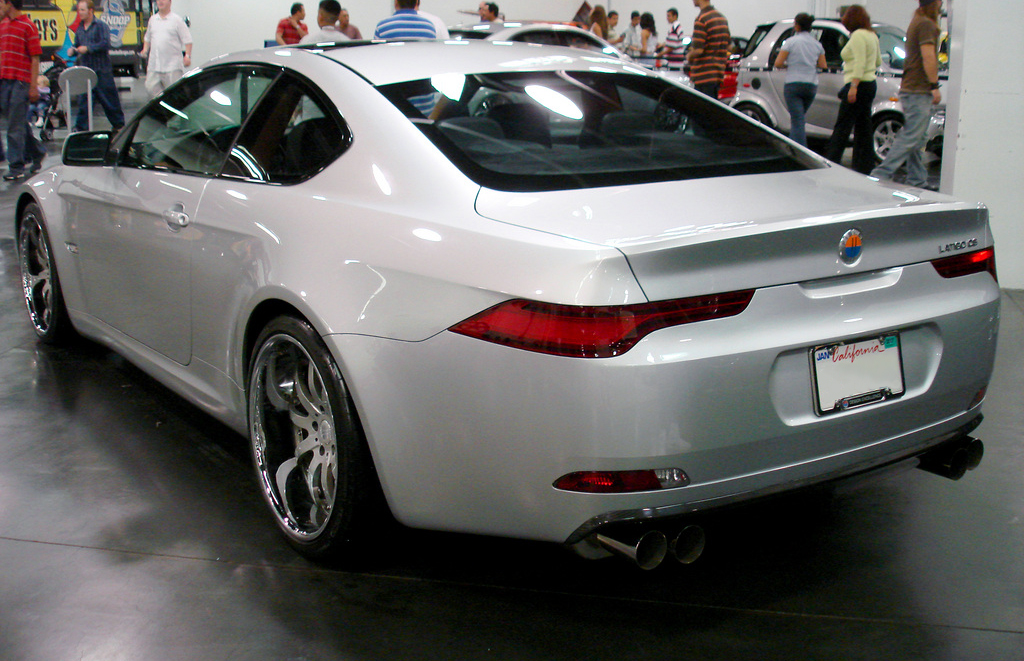
Fisker Latigo CS - tył

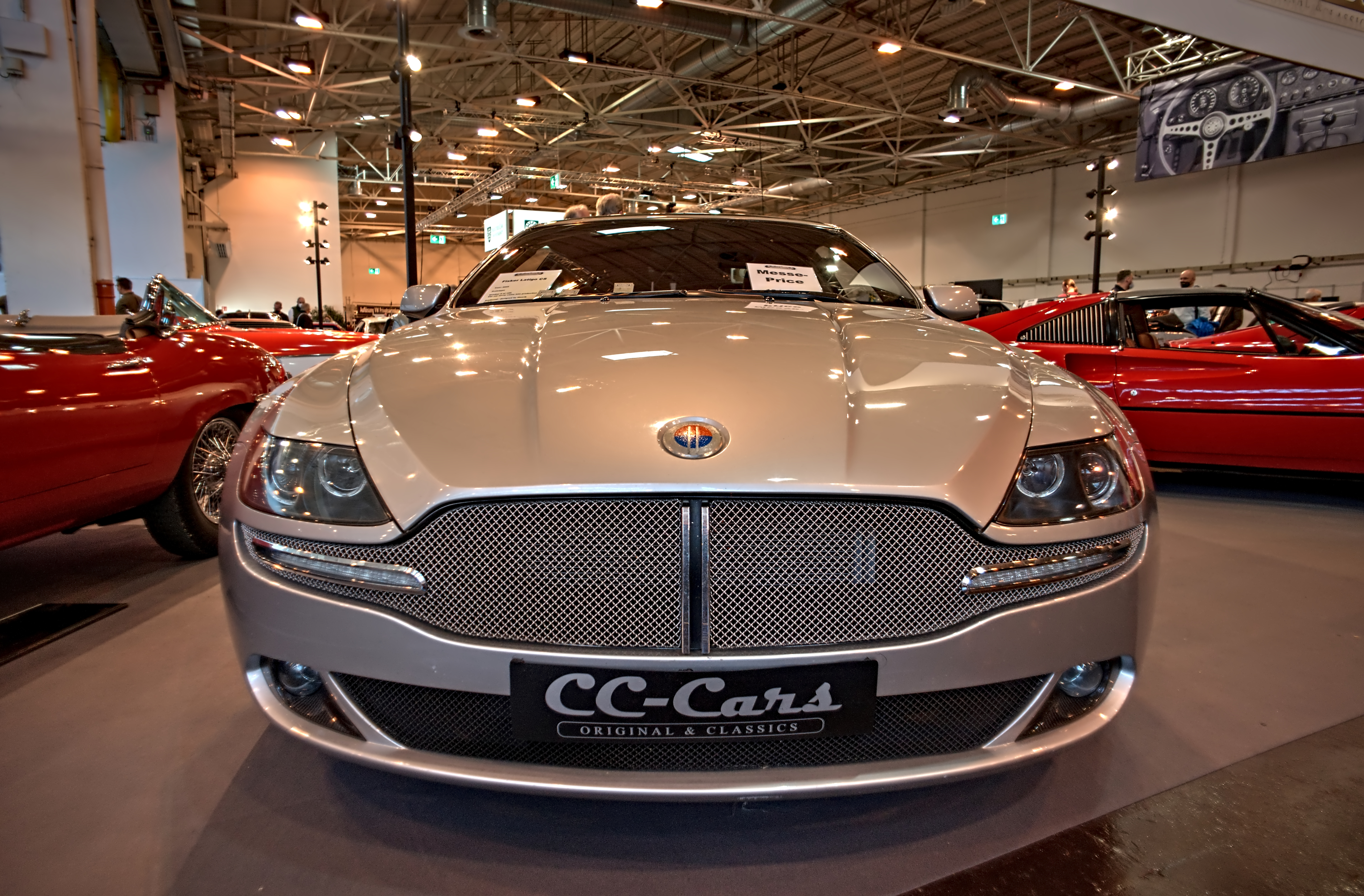
Fisker Latigo CS w muzeum

W październiku 2005 roku, razem z modelem Tramonto, Fisker Coachbuild przedstawił na Salonie Samochodowym we Frankfurcie model Latigo CS. Pojazd opracowano zapożyczając konstrukcję od BMW, głęboko modyfikując model M6 zmieniając zarówno wygląd przedniej, jak i tylnej części nadwozia. Oświetlenie zyskało charakterystyczne, podłużne kształty, a pas przedni upodobniono do modelu Tramonto.

### Sprzedaż
Pierwotnie Fisker Latigo CS miał powstać w limitowanej liczbie 150 sztuk, jednak ostatecznie poza premierowym, pierwszym egzemplarzem, powstał tylko jeden inny egzemplarz. Trafił on do prywatnego klienta z Kalifornii w 2007 roku. W 2010 roku samochód zmienił właściciela za pośrednictwem aukcji na portalu eBay, gdzie kupiono go za kwotę 90 tysięcy dolarów amerykańskich.

### Silnik
- V10 5.0l S85